# Ordenanza General de Corso
La Ordenanza General de Corso es un documento artiguista, de 18 artículos, que tiene como único objetivo reglamentar y regularizar las condiciones de los corsarios artiguistas.
En el artículo 1º existe una interesante definición política, afirmativa del principio de territorialidad –“Ius soli”- del Estado, en relación con la condición de los oficiales y tripulantes de las naves corsarias, los que quedarían “bajo la protección de las Leyes del Estado y gozaran aunque sean extranjeros, de los privilegios de inmunidades de cualquier ciudadano americano  mientras permanezcan en servicio del Estado”. El concepto amplio de “ciudadanía americana” que el artiguismo sustentaba, considerando la lucha en el Plata como un frente en común de la revolución hispanoamericana, era ratificado, asimismo, en el artículo 10º, que se refiere al reconocimiento de los buques, estableciendo que «si lo encontrase con armamento, útiles de guerra y papeles oficiales de cualesquiera de las dos majestades española y portuguesa, relativos a subyugación y nueva conquista de estas provincias u otra cualesquiera del continente americano, será por el mismo hecho declarado buena presa».
Los artículos 2º al 7º establecen las obligaciones de los armadores, que se fijarían contractualmente;
las de orden fiscal –entrega del 4% del producido del remate de las presas al gobierno; rebaja de derechos sobre las presas vendidas; las económicas – entrega de la mitad del armamento y útiles de guerra tomados; reintegro de auxilios que hubieran pedido a los buques del Estado; y las de carácter político – obligación de enarbolar el pabellón tricolor federal.
Los artículos 8º, 9º y 11º determinan los barcos que pueden ser considerados “buena presa”; los portugueses los hostiles a los corsarios sin haber sido provocadas y los buques sin credenciales de navegación, repuntados como piratas.
El artículo 12º autoriza la enajenación de las presas
El artículo 13º limita la acción de los corsarios en las proximidades de los puertos neutrales o amigos. Los artículos 14º, 15º y 18º obligan a guardar la mayor moderación con los prisioneros y el máximo orden posible de las vistas y reconocimiento de las naves, así como la puntual observancia de las leyes penales.
Sujetas a las disposiciones del Reglamento se expidieron las “Cartas Patentes” o “Letras Patentes”, que habilitaban a los barcos para la guerra. Eran de tres clases: las de Navegación, que establecían la nacionalidad y el nombre del navío y lo facultaba usar el pabellón federal y a navegar por los diversos mares; las de Corso o “Carta de Marca”, que autorizaba la acción específica de los corsarios